# Malhostický mlýn
Malhostický mlýn je zaniklý vodní mlýn, který stál na řece Bílině v obci Malhostice u Rtyně nad Bílinou. Z areálu mlýny se dochovaly zbytky zdí u řeky a kamenný mostek, který je chráněn jako nemovitá kulturní památka České republiky.

## Historie
Vodní mlýn byl postaven před rokem 1840 a pracovala u něj pila. Roku 1930 byl jeho majitelem Josef Müller. Po roce 1945 chátral, ještě v 80. letech 20. století zde stály zbytky zdí. Dochovány zůstaly pouze zasypané sklepy a mostek.

## Popis
V roce 1930 měl mlýn dvě kola na vrchní vodu o spádu 3,30 a 2,30 metru a výkonu 2,7 a 2,6 HP.